# Формальная логика
Форма́льная ло́гика — наука о правилах преобразования высказываний, сохраняющих их истинностное значение безотносительно к содержанию входящих в эти высказывания понятий, а также конструирование этих правил. 
Будучи основателем формальной логики как науки, Аристотель называл её «аналитика», термин же «логика» прочно вошёл в обиход уже после его смерти в III веке до нашей эры. Формальная логика, в отличие от неформальной, организована как формальная система, обладающая высоким уровнем абстракции и чётко определёнными правилами. Формальная логика занимается выводом нового знания на основе ранее известного без обращения в каждом конкретном случае к опыту, а путем применения законов и правил мышления. В качестве начальной ступени формальной логики принято рассматривать традиционную логику, а в качестве её развития — математическую логику, использующую степень формализации, подобную математической, символический аппарат и логические исчисления.

## История
Автором первой системы формальной логики считается Аристотель, который ввёл понятие силлогизма и переменных, которыми он обозначал термины силлогизма.
По И. Канту, формальная логика (в «Критике чистого разума» она названа «общей») отвлекается от содержания понятий и имеет дело только с их формой:

Границы же логики совершенно точно определяются тем, что она есть наука, обстоятельно излагающая и строго доказывающая одни только формальные правила всякого мышления (безразлично, априорное оно или эмпирическое, безразлично, каково его происхождение и предмет …).
Сам Кант противопоставлял формальной логике (к которой относил прежде всего силлогистику, основывающуюся на «Аналитиках» Аристотеля) содержательную, трансцендентальную логику, разработка которой и составляет основной предмет «Критики чистого разума»:

Но так как существуют и чистые и эмпирические созерцания … можно ожидать, что и мыслить предметы можно различно … В таком случае должна существовать логика, абстрагирующаяся не от всякого содержания познания …

## Программа «логистики»
Представителями т. н. «логистики» (оформившейся на Женевском конгрессе 1904 г. усилиями Л. Кутюра, А. Лаланда и др.) конца XIX — начала XX века формальность логики связывалась с выделением значений истинности высказываний при переносе их из естественного языка в символическую нотацию. Логистики стремились дать обоснование математическому знанию (в перспективе — естествознанию) в пределах одной только формальной логики. Существенные усилия в этом направлении были приложены Д. Гильбертом, Кутюра, Б. Расселом.

Под формой вообще мы понимаем выражение, в которое по крайней мере одна переменная входит таким образом, что это выражение превращается в истинное или ложное высказывание вследствие того, что мы подставляем нечто на место этой переменной.
Фокус на истинностном значении отличал формальную логику от других дисциплин, имеющих дело с формой, как то: лингвистика и такие математические дисциплины, как арифметика, геометрия, алгебра, математический анализ. Соответственно, к формальной логике ими относились все те разделы логики, которые удалось формализовать в символических формах, разработанных в XIX—начале XX век математиками и логиками О. де Морганом, Дж. Булем, Дж. Пеано, Г. Фреге, Расселом и другими.
«За бортом» формальной логики оставались такие логические дисциплины, как диалектика (в её средневековой версии и различных нововременных вариантах), индуктивная логика (Дж. С. Милль) и другие варианты логики науки.
Так понимаемая формальная логика переставала быть наукой о мышлении, и многими формалистами последнее вовсе дезавуировалось как «психологическое» понятие, не имеющее отношения к логике как таковой, которая должна сосредоточиться на изучении и совершенствовании языка, на структурных, а не процессуальных свойствах речевых конструкций. Эта точка зрения нашла развитие во взглядах Венского кружка, Львовско-Варшавской школы и, далее, англо-американской аналитической философии. Однако другими формалистами она не разделялась.
В то же время в 1910—1920-х гг. претензии логистиков на обоснование точного знания критиковались А. Пуанкаре и, позднее, примкнувшим к нему в этой критике Гильбертом, после чего логистическое движение сошло на нет.

## Предмет и метод формальной логики
Предмет формальной логики специально реконструировался и критиковался в работах Московского логического кружка
и затем Московского методологического кружка. Критика касалась не уместности разработки формальной логики как таковой или её полезности, а полноты исчерпания ею логической проблематики и её претензий на роль теории мышления.
Согласно реконструкции, проведённой в ММК, логика имеет дело с «языковым мышлением» (или, «языком, взятым в функции мышления»), в котором группы определённым образом связанных между собой знаков по определённым законам замещают реальные объекты и друг друга в отношении к действиям:
объективное содержание ────────────── знаки языка
связь значения
Формальная логика возможна, когда в качестве замещаемого содержания выступают не непосредственно объекты действия, а, в свою очередь, знаки, образующие замкнутые оперативные системы. Метод формальной логики последовательно проводит принцип параллелизма формы и содержания мышления.
Развитие символизации в формальной логике и её превращение в одну из математических дисциплин закономерны, естественны и неизбежны.
Претензии формальной логики на роль теории мышления несостоятельны, поскольку:
- её понятия описывают не мышление в целом, а лишь его знаковую форму, и то неполно;
- в её понятиях не учитывается зависимость строения и правил преобразования этой формы от содержания;
- её понятия не отражают различия между мышлением и его продуктами (знаниями);
- её понятия не могут объяснить образование сложных знаний;
- её метод несовместим с историческим подходом к исследованию мышления[15].

## Утрата специфики
Распространение идей многозначной логики в различных её вариантах (в том числе, символизированных), а затем — идей абстрактных типов данных в теоретическом программировании проблематизировало «изнутри» специфику истинности как области значений логических функций, включающих лишь два возможных значения. Так, аппарат бесконечнозначной логики Лукасевича—Тарского практически неотличим от аппарата теории вероятностей, а в теории типов данных логический (булев) тип ничем особенным не отличается от прочих ни с операторной точки зрения, ни с точки зрения машинной реализации.
С другой стороны, новые разделы и версии символической логики (например, интуиционистская логика, интенциональная логика, деонтическая логика) вышли далеко за пределы силлогистики и исследования истинности в узком смысле и охватили собой многие другие разделы логики.
В настоящее время термин «формальная логика» утратил специфическое значение и применяется (вне контекста истории науки) как синоним символической, или математической логики. «Традиционной» (в противоположность «современной») формальной логикой могут называть те же разделы логики, изложенные без применения математического аппарата.

## Споры вокруг формальной логики в Советском Союзе
В 1930—1940-е годы формальная логика третировалась официальными философскими инстанциями как «теоретическая основа буржуазного мировоззрения». Активной работы в соответствующих направлениях не было, традиции были утрачены, немногие остававшиеся в живых специалисты были вынуждены заниматься другими дисциплинами или были лишены условий для нормального научного общения.
Ситуация несколько изменилась в 1946—1947 годах, когда (по некоторым сведениям, по личному распоряжению И. В. Сталина) логика была введена в состав школьной программы (был написан ряд учебников (В. Ф. Асмуса, К. С. Бакрадзе, М. С. Строговича) и даже в сокращенном или переработанном виде переизданы «буржуазные» учебники С. Н. Виноградова и Г. И. Челпанова). За этим последовало создание кафедры логики на Философском факультете Московского университета (в качестве одного из кандидатов на занятие кафедры рассматривался А. Ф. Лосев, хотя в конце концов занял её П. С. Попов), издание ряда книг по формально-логической тематике и некоторые другие мероприятия.
Однако вокруг этой тематики с переменным успехом продолжалась борьба «диалектиков» и «формалистов». В 1950—1960-е годы формальная логика (уже уйдя из школы) обосновалась в вузах и исследовательских институтах. Выдающуюся роль в восстановлении логических исследований и преподавания логики в стране сыграли такие представители формалистического направления, как С. А. Яновская, А. С. Есенин-Вольпин, Ю. А. Гастев, А. А. Марков и др.
Обратной стороной процесса стала контрреакция со стороны «формалистов» по отношению к логикам, стремившимся разрабатывать логику вне программы её формализации. Уже в 1960—1970-е годы сложности с публикациями испытывали такие логики, как А. А. Зиновьев (вынужденный затем сменить язык и перейти на «математические» символы), Э. В. Ильенков (покинувший коллектив «Философской энциклопедии» в знак протеста против подмены логической проблематики математической) и др.
До некоторой степени эта реакция продолжается даже в постсоветские годы.

## Приложения
- Реляционная модель данных